# Design industrial

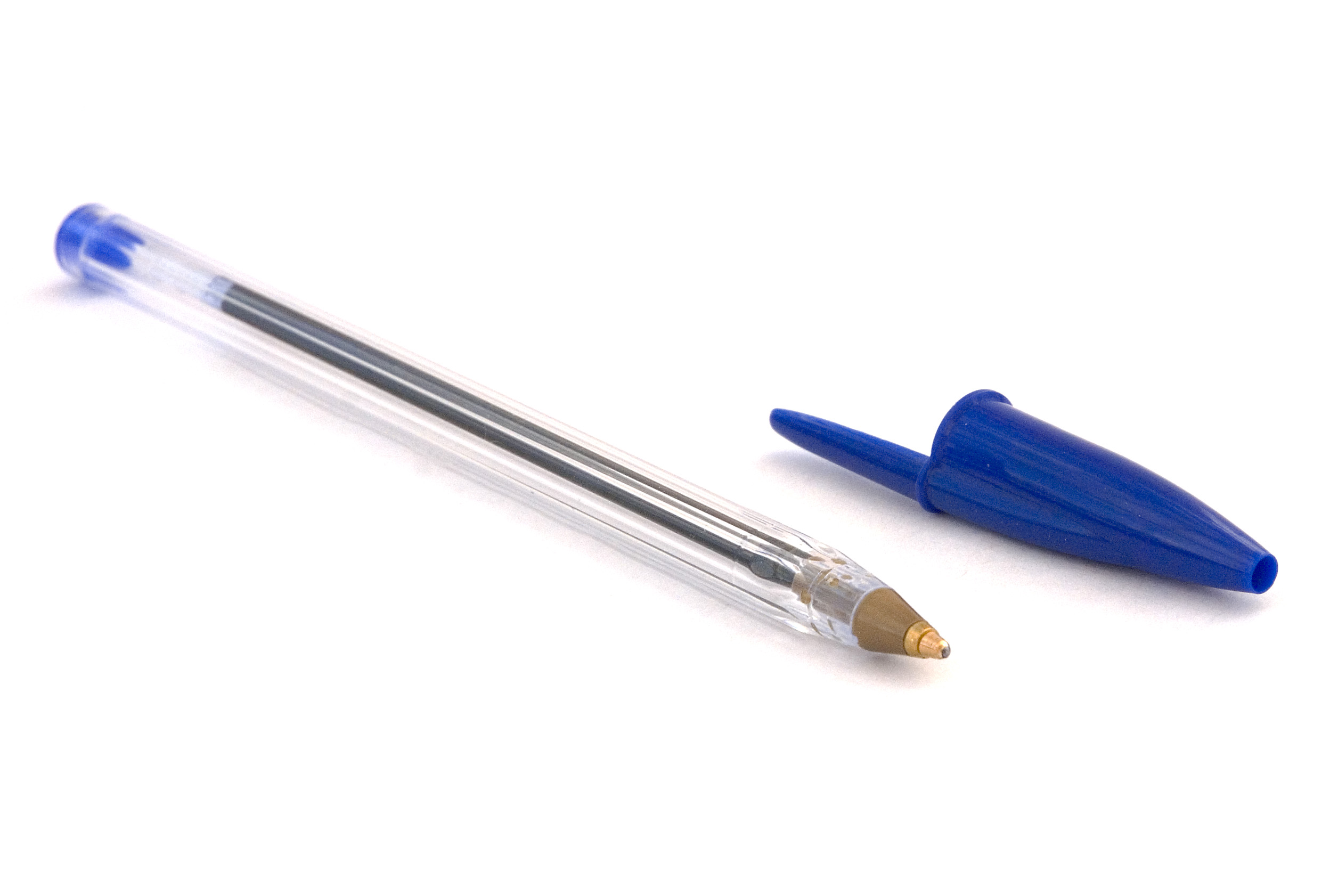
Caneta BIC Cristal, exemplo clássico de design de produto.

O design industrial, também denominado design de produto ou desenho industrial trabalha com a criação e produção de objetos e produtos tridimensionais com foco para usufruto humano, mas também pode ser para uso animal. Um designer de produto lidará essencialmente com o projeto e produção de bens de consumo ligados à vida quotidiana (como mobiliário doméstico e urbano, eletrodomésticos, automóveis e outros tipos de veículos, etc) assim com a produção de bens de capital, como máquinas, motores e peças em geral.

## Definição
A definição oficial de design industrial do Conselho Internacional das Organizações de Design Industrial (ICISD) proposta por Tomás Maldonado, define o design como uma atividade criativa que consiste na determinação das propriedades formais dos objetos que escolhemos para produzir industrialmente. Por propriedades formais dos objetos, não devemos apenas considerar as características externas do objeto; mas ter em conta especialmente as relações estruturais que fazem com que um objeto, ou um sistema de objetos, sejam uma unidade coerente, tanto do ponto de vista do produto como do consumidor.
Segundo Peter Dormer, existem dois pólos que dividem os Designers, dependendo do método de projetar: Os que defendem o Design como uma atividade primordialmente ligada à arte e outra voltada para questões essencialmente tecnológicas; Dentro destes dois pólos, Dormer distingue dois tipos de desempenho diferentes, que originam dois tipos de preocupações na metodologia de design; Distingue-se o design abaixo da linha e o design acima da linha, dependendo se as suas preocupações são mais funcionais, (caso do primeiro termo) ou mais formais (caso do segundo termo). O design acima da linha está ligado a aspectos visuais do produto, ao estilo, enquanto que o design abaixo da linha está ligado à parte estrutural e ao funcionamento do produto.
No início considerava-se no desenho industrial a forma plástica ornamental de um objeto, ou, o conjunto ornamental de linhas e cores que possam ser aplicados a um produto. Proporcionando resultado visual novo e original na sua configuração externa e que possa servir de tipo de fabricação industrial.
Porém este foco ornamental se expandiu para aspectos mais técnicos, principalmente após a Segunda Guerra Mundial com o advento de novos materiais e processos de fabricação, bem como novas necessidades requeridos pelos esforços de guerra.
Durante este período o fator ergonomia tornou-se um dos principais focos do design, sendo que tornou-se fundamental na corrida espacial.

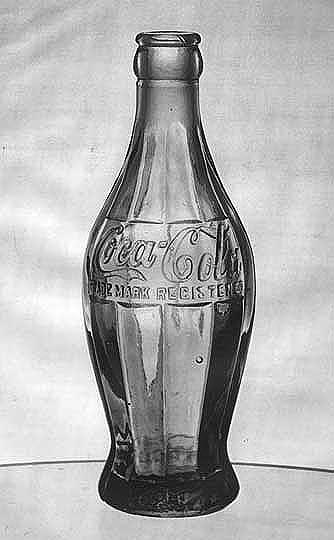
Garrafa de Coca-Cola de 1915, desenhada por Earl R. Dean.

## História
A história do design não se apresenta de uma forma única e uniforme nos diferentes países uma vez que as características sócio-econômicas e culturais de cada lugar imprimiram uma personalidade distinta aos profissionais ligados a esta área, contudo é possível na modernidade para além de tipificar os objectos como acima e abaixo da linha, como referenciado anteriormente, também podemos separar os objetos quanto à importância dada, a quando a fase de projecto, às diferentes dimensões do produto: dimensão sintática, denominada formalismo,dimensão pragmática denominada funcionalismo, dimensão semântica denominada Styling.
Na modernidade as preocupações metodológicas do designer deixam de ter dois desempenhos ambivalentes consoante o produto final, para se optar por uma unificação de saberes que passam pelo formalismo, funcionalismo e styling, dando origem a produtos mais completos. O design industrial evoluiu para o que hoje identificamos como design de produto.
O Design de produto, dada a sua relação com os processos de produção industriais e sua origem na Revolução Industrial, começa a se delinear no Século XIX, especialmente com os textos teóricos ligados ao movimento Arts & Crafts que enxergava na produção artística um guia para a produção industrial. Da mesma forma que o Design Visual, porém, ele ganha maturidade e sofre uma profunda revolução com as experiências feitas na Bauhaus, no início do Século XX, praticamente definindo a noção atual da profissão.
O design é uma atribuição de valor identificado pelo mercado e transformado em atributo físico do produto. O Registro de Desenho Industrial é um título de propriedade temporária sobre um desenho industrial, outorgado pelo Estado aos autores ou outras pessoas físicas ou jurídicas detentoras de direitos sobre a criação.
O Design é necessário às indústrias para "produzir o produto certo, pelo preço certo, para o mercado certo, na altura exata" (ARAÚJO, M. D., Tecnologia do Vestuário, Lisboa, FCG, 1996). Isto atendendo a valores estáticos, políticos, econômicos, sociais, geográficos, etc., no sentido de rentabilizar as ferramentas, a organização e a lógica da industrialização, para que a empresa possa competir com a concorrência, tanto no lançamento de novos produtos como no re-design de outros. O conceito, a forma, a cor, a embalagem e as características físicas do produto, assim como o seu preço, são decisivos para o sucesso da sua venda.

## Prática
Os principais conhecimentos utilizados no design de produtos são a metodologia de projeto, as técnicas industriais e os materiais existentes.
Características de um produto concebido por um Designer
- Considera as necessidades do usuário, em primeiro lugar (foco no usuário);
- Visualização das possibilidades de solução de seu produto (foco na solução);
- Verifica a viabilidade do produto previamente à sua produção (foco na relação custo x benefício);
- Seleciona os materiais mais adequados e seu custo (foco nos materiais e manufatura)
- Acompanha a utilização do produto e sua interação com o usuário (foco em feedback como meio de aprimoramento).

Ao solicitar um projeto de produto a um Designer deve-se
- Informar o que se espera do produto;
- Informar quem irá utilizar e de qual(is) maneira(s);
- Informar quais os limites do produto ou objeto (tamanho, custo, materiais possíveis, tempo disponível);
- Solicitar propostas preliminares, a serem analisadas e selecionadas;
- Solicitar uma ilustração detalhada, ou desenho técnico, da proposta selecionada;
- Solicitar um mock-up do produto, se necessário.

Exemplos
- Desenho para a criação de um novo produto;
- Imagem para visualização de uma peça em tamanho real ou em escala exagerada;
- Desenho com informações e design finais para ser utilizado na aprovação de determinado projeto.

## Indústrias
- Móveis
- Brinquedos
- Automóveis
- Indumentária e Indústria têxtil
- Indústria eletro-eletrônica
- Indústria metal-mecânica
- Cutelaria
- Indústria náutica
- Cerâmica e Vidro
- Plásticos